# Rödfjälltjärnen
Rödfjälltjärnen är en sjö i Härjedalens kommun i Härjedalen och ingår i Ljusnans huvudavrinningsområde. Sjön har en area på 0,114 kvadratkilometer och ligger 1 022,2 meter över havet.

## Delavrinningsområde
Rödfjälltjärnen ingår i det delavrinningsområde (693834-131837) som SMHI kallar för Mynnar i Tänndalssjön. Medelhöjden är 980 meter över havet och ytan är 13,44 kvadratkilometer. Det finns ett avrinningsområde uppströms, och räknas det in blir den ackumulerade arean 30,87 kvadratkilometer. Svanån som avvattnar avrinningsområdet har biflödesordning 3, vilket innebär att vattnet flödar genom totalt 3 vattendrag innan det når havet efter 400 kilometer. Avrinningsområdet består mestadels av kalfjäll (90 procent). Avrinningsområdet har 0,12 kvadratkilometer vattenytor vilket ger det en sjöprocent på 0,9 procent.